# Ухнальов Євген Ілліч
Євген Ілліч Ухнальов (4 вересня 1931, Ленінград, РРФСР, СРСР — 2 вересня 2015, Санкт-Петербург, Російська Федерація) — радянський і російський художник, живописець. Народний художник Російської Федерації, автор ескізів сучасного Державного герба Російської Федерації, знаків президентської влади, найвищих державних нагород Російської Федерації.

## Біографія
Батько — Ілля Акимович Ухнальов, винахідник, металознавець був засуджений до 25 років за «політичною» статтею і відбував термін на воркутинській шахті № 40.
У дитинстві пережив блокаду Ленінграда та евакуацію, після закінчення блокади повернувся до Ленінграда.
Закінчив Художню школу при Інституті живопису, скульптури та архітектури імені І. І. Є. Рєпіна.
У віці 17 років, в 1948 Е. І. Ухнальов був засуджений на 25 років за статтею 58 Кримінального кодексу РРФСР і відбував термін у в'язницях і таборах (" Хрести ", Воркутлаг), звільнений через 6 років. З 1954 року, після повернення до Ленінграда, працював у проектних інститутах — спочатку креслярем, потім архітектором. У 1959 реабілітований.
У 1967 — 1975 роках — головний архітектор Державного Ермітажу. З 1998 року — провідний художник Державного Ермітажу.
У 1992–1998 роках — спеціаліст-експерт апарату Державної герольдії при Президентові Російської Федерації. 29 червня 1999 був включений до складу Геральдичного ради при Президентові Російської Федерації. 26 серпня 2004 року знову затверджений членом цієї ради.
Був співзасновником та дійсним членом заснованої у 2006 році Гільдії геральдичних художників (Росія).
В останні роки життя митець сильно хворів. Помер у Петербурзі 2 вересня 2015 на 84-му році життя.

### Засудження
У 1948 р був засуджений. Звинуватили в тому, що ми хотіли зробити підкоп з Ленінграда в Москву під мавзолей Леніна, щоб вбити Сталіна.
Стаття 58 Кримінального кодексу РРФСР, звинувачення Євгена Ухналева:
Стаття 58-1а. Зрада Батьківщині: розстріл із конфіскацією майна або 10 років з конфіскацією майна.
58-8. Терористичні акти, спрямовані проти представників радянської влади або діячів революційних робітничих і селянських організацій...
58-9. Заподіяння шкоди системі транспорту, водопостачання, зв'язку й інших споруд ... в контрреволюційних цілях...
58-11. Всякого роду організаційна діяльність, спрямована до підготовки або вчинення передбачених у цій главі злочинів. 

## Творчість
Учасник понад 40 виставок у Росії та за кордоном, у тому числі в Німеччині, США, Австрії, Фінляндії та Швеції. Перша виставка відбулася у 1980 році.
Роботи зберігаються у Державному Російському музеї, у Музеї сучасних мистецтв ім. З. П. Дягілєва СПбДУ, музеї Анни Ахматової у Фонтанному домі, у музеї сучасного мистецтва Ерарта та інших приватних зборах Росії, Америки та Європи.
Автор дизайнів та малюнків:
- графічного зображення герба та прапора Санкт-Петербурга
- сучасного Державного герба Російської Федерації,
- штандарта та знака Президента Російської Федерації,
- знаків орденів Святого апостола Андрія Первозванного, " За заслуги перед Батьківщиною " та ордена Мужності.
- посадового знака Губернатора Санкт-Петербурга,
- свідоцтва Президента Російської Федерації про заступництво Державному Ермітажу,
- медалей «На згадку про 300-річчя Санкт-Петербурга» та «На честь 60-річчя повного звільнення Ленінграда від фашистської блокади»,
- знака та диплома лауреата Державної премії Російської Федерації,
- пам'ятного знака «300 років Російської гвардії», знака «10 років відновлення геральдичної служби Росії», «15 років відновлення геральдичної служби Росії», емблеми та членського знака Геральдичного ради при Президентові Російської Федерації.
- бланка Свідоцтва про реєстрацію в Державному геральдичному регістрі Російської Федерації.
- гербів, прапорів та інших знаків для свідчень про їх внесення до Державного геральдичного регістру Російської Федерації.

Роботи Є. І. Ухнальова опубліковані у книзі Г. В. Вілінбахова «Державний герб Росії. 500 років». СПб., 1997.

Автор пам'ятника Жертвам політичних репресій у Петрограді-Ленінграді — "Соловецького каменю" на Троїцькій площі в Санкт-Петербурзі.

Герб Росії
Штандарт Президента Росії
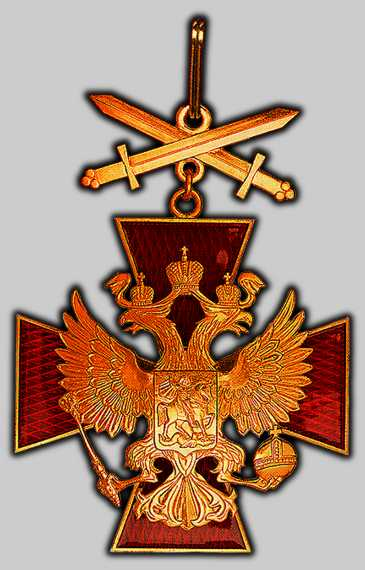
Знак ордена «За заслуги перед Батьківщиною»
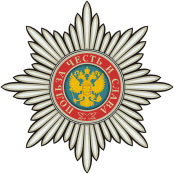
Зірка ордену «За заслуги перед Батьківщиною»
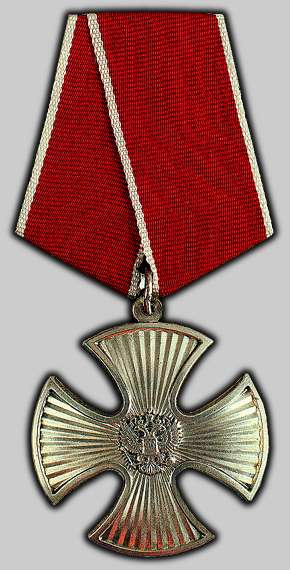
Орден Мужності
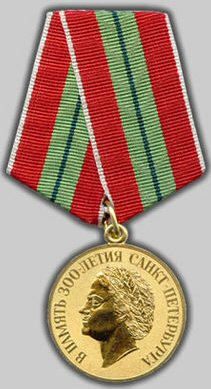
Медаль «На згадку про 300-річчя Санкт-Петербурга»
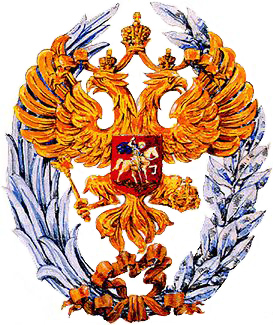
Почесний знак лауреата Державної премії України

У 2013 році у видавництві Corpus вийшла книга спогадів Євгена Ухнальова «Це моє».

## Виставки
- 4 вересня — 1 листопада 2001 року. Євген Ухнальов. «Глуха пора» Живопис. Графіки. Виставка із циклу «Вони працювали в Ермітажі». Державний Ермітаж.
- 21 січня — 13 лютого 2011 р. пройшла персональна виставка «Двері у стіні» у музеї сучасного мистецтва Ерарта[16].

## Нагороди
- Народний художник Російської Федерації (30 червня 1997 року) — за великі заслуги в галузі образотворчого мистецтва[17]
- Ювілейна медаль «50 років Перемоги у Великій Вітчизняній війні 1941—1945 рр.» (1995 рік),
- Ювілейна медаль «60 років Перемоги у Великій Вітчизняній війні 1941—1945 рр.» (2000 рік),
- Ювілейна медаль «65 років Перемоги у Великій Вітчизняній війні 1941—1945 рр.» (2005 рік),
- Медаль «На згадку 300-річчя Санкт-Петербурга» (2003 рік),
- Подяка Президента Російської Федерації (27 липня 2007 року) — за великий внесок у забезпечення єдиної державної політики в галузі геральдики
- Медаль «На честь 60-річчя повного звільнення Ленінграда від фашистської блокади» (Санкт-Петербург, 2004 рік).